# بپو برم
بپو برم (آلمانی: Beppo Brem؛ ۱۱ مارس ۱۹۰۶ – ۵ سپتامبر ۱۹۹۰) بازیگر اهل آلمان بود.
از فیلم‌ها یا برنامه‌های تلویزیونی که وی در آن نقش داشته‌است می‌توان به عروس معاوضه‌شده، تونل، و ناک‌اوت اشاره کرد.
وی همچنین برندهٔ جوایزی همچون جایزه بامبی شده‌است.